# Merijärvi

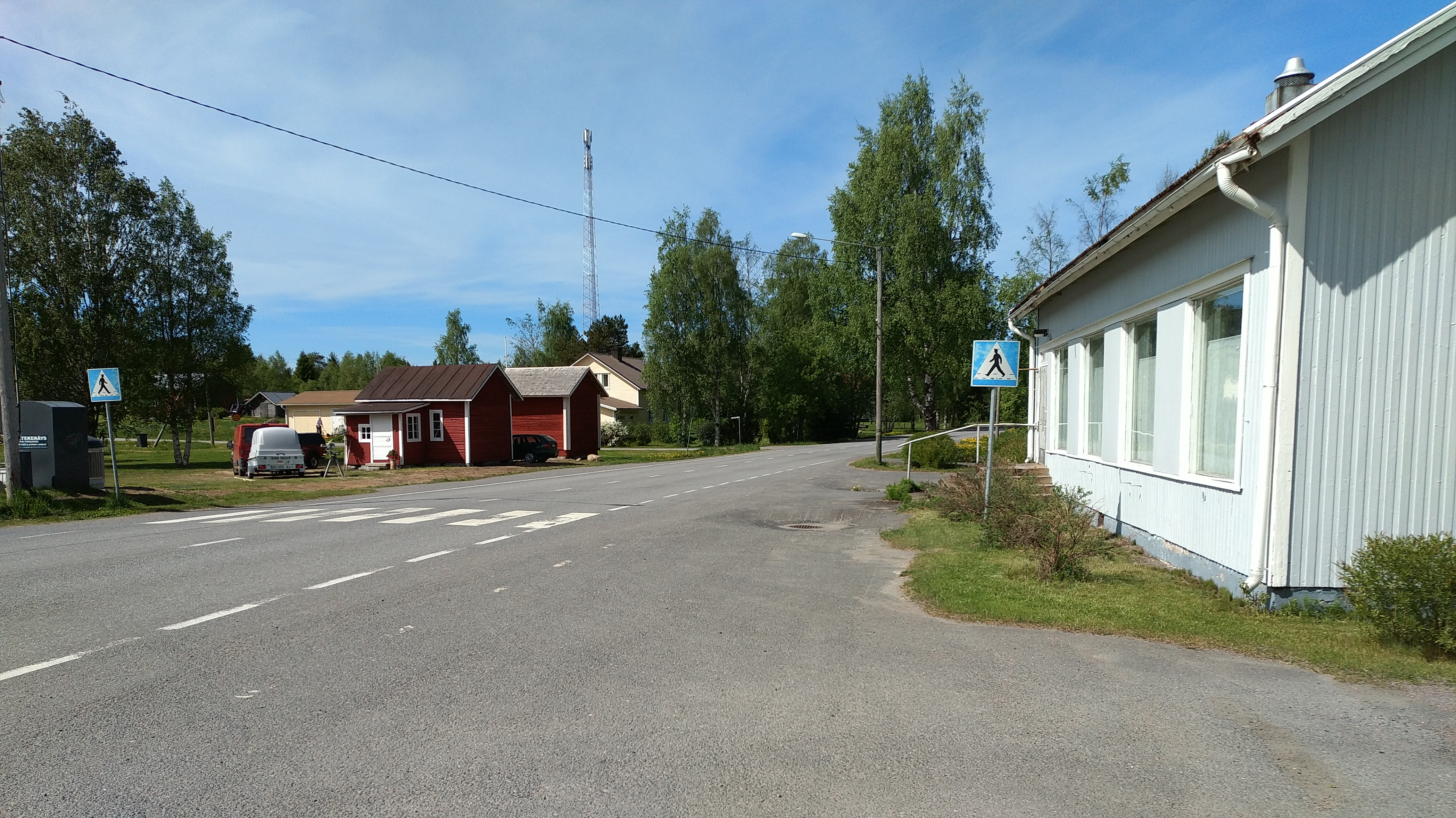

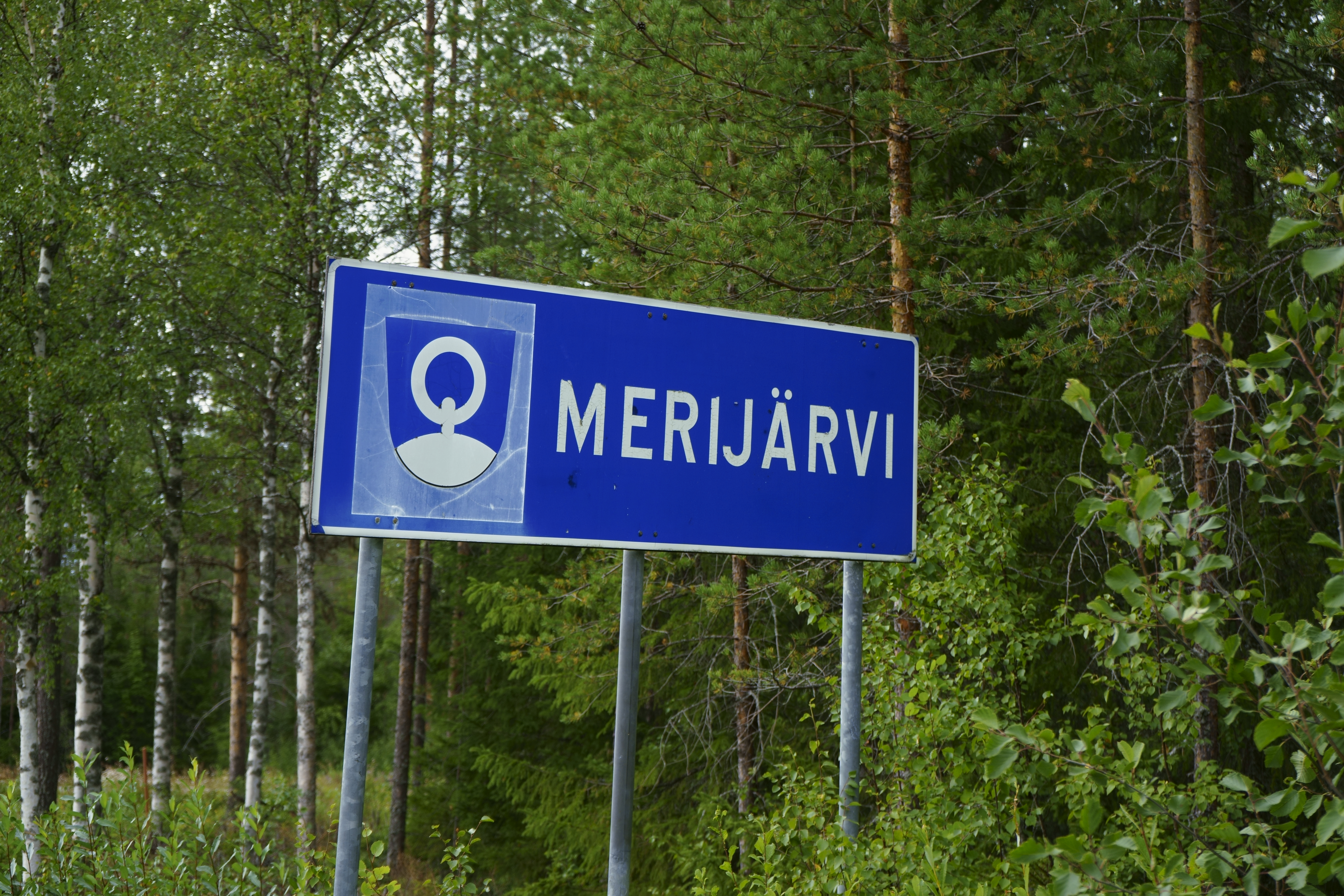

Merijärvi est une municipalité de l'ouest de la Finlande, dans la région d'Ostrobotnie du Nord.

## Géographie
La commune est largement plane et agricole. Le petit centre administratif se situe à moins de deux kilomètres du large fkeuve Pyhäjoki.
Plus de 30 % de la population travaille dans l'agriculture ou l'exploitation de la forêt.
Dans ce cadre, la municipalité est sans surprise un fief politique du Parti du centre, issu du parti agrarien.
Par exemple, à l’élection présidentielle de 2006, le premier ministre Matti Vanhanen y a réalisé son deuxième score le plus élevé du pays avec 64,2 % des voix au premier tour.
Les municipalités voisines sont Oulainen à l'est, Pyhäjoki au nord et à l'ouest, Kalajoki au sud-ouest et Alavieska au sud.

## Démographie
Depuis 1980, l'évolution démographique de Merijärvi est la suivante, :
| Année      | 1980  | 1985  | 1990  | 1995  | 2000  | 2005  |
| ---------- | ----- | ----- | ----- | ----- | ----- | ----- |
| population | 1 371 | 1 424 | 1 470 | 1 437 | 1 370 | 1 273 |

| Année      | 2010  | 2015  | 2020  |
| ---------- | ----- | ----- | ----- |
| population | 1 202 | 1 147 | 1 083 |